# Kamikaza
Kamikaza je bio japanski pilot-samoubojica, kojem je zadatak bio da zajedno sa zrakoplovom udari u cilj.  Kamikaze (jap. 神風 božanski vjetar; ova dva kanji ideograma mogu se čitati i Shinpū što također znači božanski ili sveti vjetar) je također naziv i za tajfun koji je u kolovozu 1281. uništio veći dio mongolske ratne flote koja je namjeravala zauzeti Japan. Japanci za jedinice kamikaza češće upotrebljavaju skraćenicu tokkotai ili tokko (jap. 'tokubetsu kōgeki tai (特別攻撃隊) - jedinice za specijalni napad). 
Japansko ratno zrakoplovstvo počelo je primjenjivati kamikaze od bitke kod Filipina u listopadu 1944. Japanci su pokušavali neutralizirati američku premoć u ratnom materijalu uz pomoć požrtvovnosti vlastitih pilota. Prvi uspješni napad kamikaza dogodio se 25. listopada 1944. kada je nekoliko desetaka zrakoplova Zero napalo američke eskortne nosače. Odred kamikaza predvodio je pilot Yukio Seki. U toj akciji potopljen je američki eskortni nosač St Lo, a još nekoliko ih je oštećeno.
Kamikaze su djelovali tijekom bitke za Iwo Jimu i bitke za Okinawu. Japanski protuudari kamikazama na američku flotu bili su najintenzivniji tijekom u području oko Okinawe tijekom proljeća 1945. U 2.560 napada koliko ih je izvedeno u 2. svjetskom ratu, cilj je pogodilo 474 kamikaza.